# Canton de Saint-Sauveur-le-Vicomte
Le canton de Saint-Sauveur-le-Vicomte est une ancienne division administrative française, située dans le département de la Manche et la région Basse-Normandie.

## Administration

### Conseillers d'arrondissement (de 1833 à 1940)
Le canton de Saint-Sauveur-le-Vicomte appartenait à l'arrondissement de Valognes jusqu'à sa disparition en 1926.
| Période                                  | Période      | Identité                                        | Étiquette | Qualité |
| ---------------------------------------- | ------------ | ----------------------------------------------- | --------- | --- |
| 1833                                     | 1848         | Charles Victor Michel de Hâcouville (1776-1854) |           | Maire de Saint-Sauveur-le-Vicomte                                                                           |
|                                          |              |                                                 |           | |
|                                          | 1881 (décès) | Abel Hersan                                     |           | Propriétaire à Saint-Sauveur-le-Vicomte                                                                     |
|                                          |              |                                                 |           | |
| 1919                                     | 1928         | Adolphe-Frédéric Quiédeville                    |           | Conseiller municipal puis maire de Rauville-la-Place                                                        |
| 1928                                     | 1940         | Louis Lecacheux                                 | URD       | Adjoint au maire de Saint-Sauveur-le-Vicomte                                                                |
| 1940                                     |              |                                                 |           | Les conseils d'arrondissement ont été suspendus par la loi du 12 octobre 1940 et n'ont jamais été réactivés |
| Les données manquantes sont à compléter. |              |                                                 |           | |

### Conseillers généraux de 1833 à 2015
| Période | Période          | Identité                                 | Étiquette    | Qualité                                                                                     |
| ------- | ---------------- | ---------------------------------------- | ------------ | ------------------------------------------------------------------------------------------- |
| 1833    | 1869 (décès)     | Charles Le Courtois de Sainte-Colombe    |              | Cultivateur, maire de Sainte-Colombe                                                        |
| 1869    | 1877             | Délestan Pain (1812-1894)                | Républicain  | Notaire                                                                                     |
| 1877    | 1883             | Pierre Viel                              | Droite       | Militaire, maire de Saint-Sauveur-le-Vicomte                                                |
| 1883    | 1887 (démission) | Paul Foubert                             | Républicain  | Haut fonctionnaire, maire de Saint-Sauveur-le-Vicomte                                       |
| 1887    | 1894 (décès)     | Délestan Pain                            | Républicain  | Notaire                                                                                     |
| 1894    | 1907             | Henri Adélestan Pain (fils du précédent) | Républicain  | Propriétaire, maire de Saint-Sauveur-le-Vicomte                                             |
| 1907    | 1912 (démission) | Ernest Prunier                           |              | Notaire                                                                                     |
| 1912    | 1925             | Félix Férey                              | RG           | Négociant, maire de Néhou (1912-1929)                                                       |
| 1925    | 1940             | Joseph de Fontbonne (1883-1958)          | URD puis PSF | Médecin à Saint-Sauveur-le-Vicomte, nommé conseiller départemental en 1943                  |
|         |                  |                                          |              |                                                                                             |
| 1945    | 1958 (décès)     | Joseph de Fontbonne                      | DVD          | Médecin                                                                                     |
| 1958    | 1982 (décès)     | Auguste Cousin                           | DVD puis RI  | Agriculteur, maire de Saint-Sauveur-le-Vicomte, sénateur (1979-1982)                        |
| 1982    | 2001             | Jean Tardif                              | DVD          | Pharmacien, maire de Saint-Sauveur-le-Vicomte, suppléant du député Alain Cousin             |
| 2001    | 2015             | Philippe Ripouteau                       | DVD          | Agriculteur, conseiller mun. de Saint-Sauveur-le-Vicomte, vice-président du conseil général |

Avant les élections législatives de 2012, le canton participe à l'élection du député de la quatrième circonscription de la Manche, de la troisième après le redécoupage des circonscriptions.

## Composition

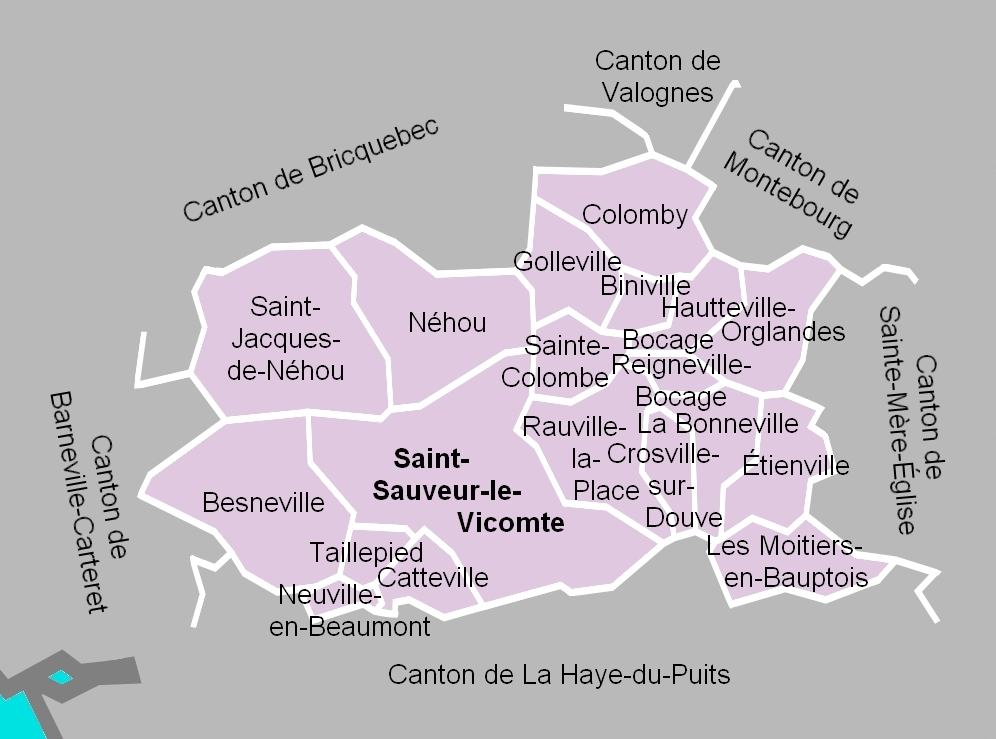
La carte des communes du canton. Les cantons limitrophes étaient ceux de Bricquebec, de Valognes, de Montebourg, de Sainte-Mère-Église, de La Haye-du-Puits et de Barneville-Carteret.

Le canton de Saint-Sauveur-le-Vicomte comptait 7 029 habitants en 2012 (population municipale) et groupait dix-neuf communes :
- Besneville ;
- Biniville ;
- La Bonneville ;
- Catteville ;
- Colomby ;
- Crosville-sur-Douve ;
- Étienville ;
- Golleville ;
- Hautteville-Bocage ;
- Les Moitiers-en-Bauptois ;
- Néhou ;
- Neuville-en-Beaumont ;
- Orglandes ;
- Rauville-la-Place ;
- Reigneville-Bocage ;
- Sainte-Colombe ;
- Saint-Jacques-de-Néhou ;
- Saint-Sauveur-le-Vicomte ;
- Taillepied.

À la suite du redécoupage des cantons pour 2015, toutes les communes sont rattachées au canton de Bricquebec.

### Anciennes communes et limites intercommunales
Le canton de Saint-Sauveur-le-Vicomte n'incluait aucune ancienne commune, la création de la commune de Saint-Jacques-de-Néhou prélevée du territoire de Néhou (qui prendra alors, pour quatre ans, le nom de Saint-Georges-de-Néhou) en 1899 étant le seul changement notable de limites communales depuis la création des communes à la Révolution.

## Démographie
| 1962  | 1968  | 1975  | 1982  | 1990  | 1999  | 2006  | 2011  | 2012  |
| ----- | ----- | ----- | ----- | ----- | ----- | ----- | ----- | ----- |
| 7 760 | 6 803 | 6 377 | 6 341 | 6 395 | 6 281 | 6 509 | 6 909 | 7 029 |